# Бребенескул (озеро)
Бребене́скул — найвисокогірніше озеро України (1801 м над рівнем моря); гідрологічна пам'ятка природи місцевого значення (зареєстрована як Озеро Бербеняскул), об'єкт туризму.

## Опис
Озеро лежить на дні льодовикового кару. Береги високі, з кам'яними осипищами. Живиться атмосферними опадами та ґрунтовими водами. Вода чиста, блакитного відтінку, слабо мінералізована. Дно кам'янисте, підвищується у східному напрямку, на глибині вкрите сірим намулом. 
Ширина озера 67 м, довжина 147 м. Найбільша глибина 3,2 м. В теплий період року рівень води може підійматися та опускатися на кілька десятків сантиметрів залежно від кількості опадів. Озеро не має постійного поверхневого витоку, однак є ознаки фільтрації води через гряду зі східного боку. Від нього починається однойменна річка (басейн Тиси).

## Розташування
Озеро розташоване у межах Рахівського району Закарпатської області, на південно-західному схилі Чорногірського хребта, в котловині між горою Бребенескул (2035 м) і Ґутин Томнатик (2016 м), на території Чорногірського заповідного масиву (частина Карпатського біосферного заповідника).

## Флора і фауна
Прибережна (літоральна) рослинність відсутня. Трав'яний покрив починається безпосередньо від урізу води. У Бребенескулі відсутня риба. Фауну представляють мікроскопічні ракоподібні та земноводні, зокрема тритон карпатський, тритон гірський, жаба прудка. Серед дрібних ракоподібних у водоймі водяться Cladocera і Copepoda, а біля дна — Paracyclops fimbriatus.

## Історичні відомості
Перший науковий опис зроблений Г. П. Міллером в 1964 році, де зазначається, що озеро має поверхневий стік, а розміри помітно менші від сучасних (ширина 44 м, довжина 134 м. найбільша глибина 2,8 м.). 
У 1997 р. озеро увійшло до складу Карпатського біосферного заповідника.

## Екологічні проблеми
Бребенескул, як і решта озер Чорногірського масиву, потерпає через надмірну туристичну увагу. Південний берег зручний для облаштування наметових таборів та кострищ, звідки сміття частково потрапляє у води озера, але більшістю накопичується в пониженні до річки Бребенескул. 
Нагальної реакції з боку адміністрації Карпатського біосферного заповідника вимагає масове засмічення озера Бребенескул та його околиць: туристи вирубують сланку гірську сосну для розведення вогнищ, залишають сміття — біля водойми існують стихійні звалища.

## Фотографії

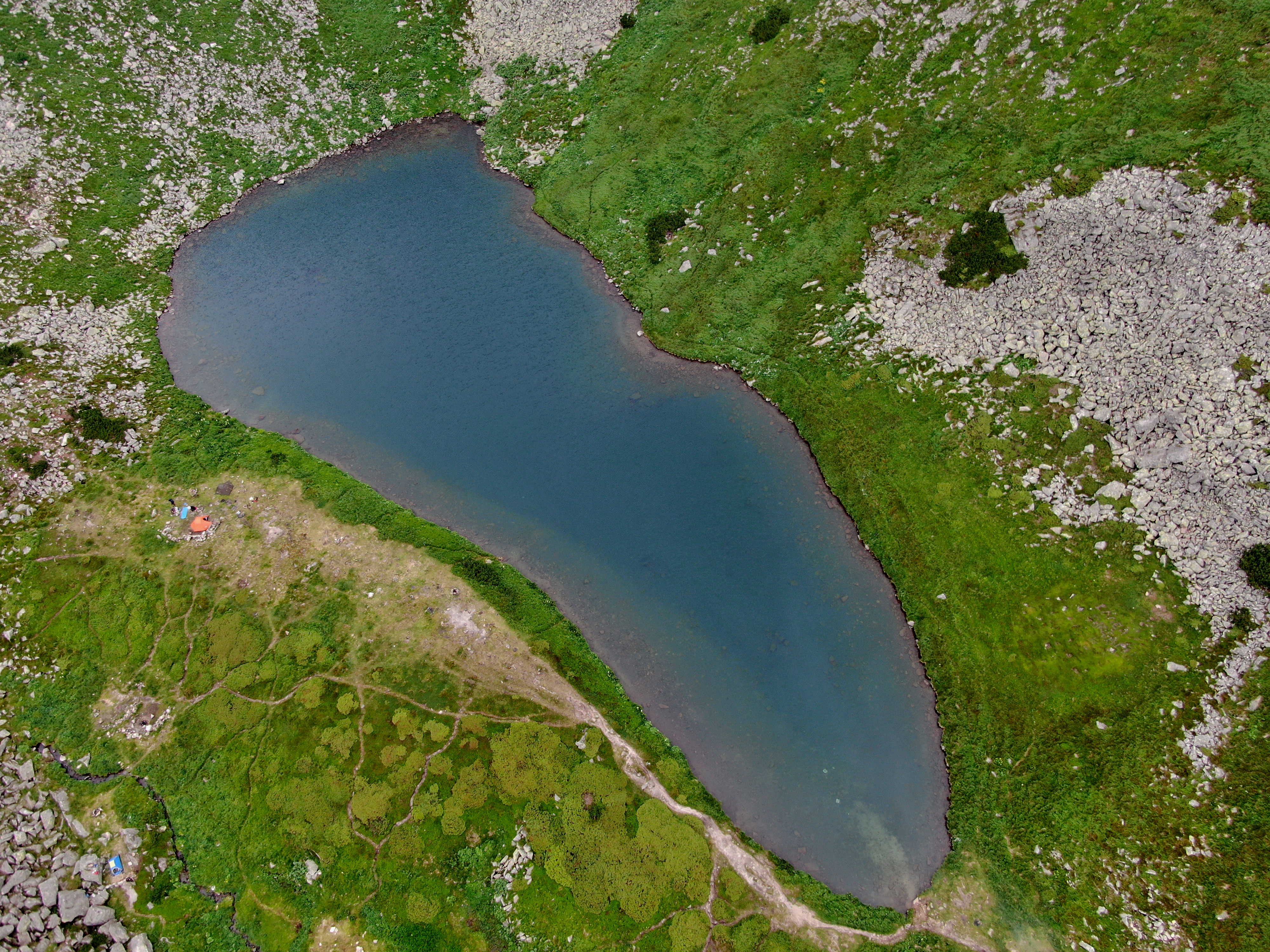
Бребенескул (аерофото)
Озеро та гора Ґутин-Томнатик
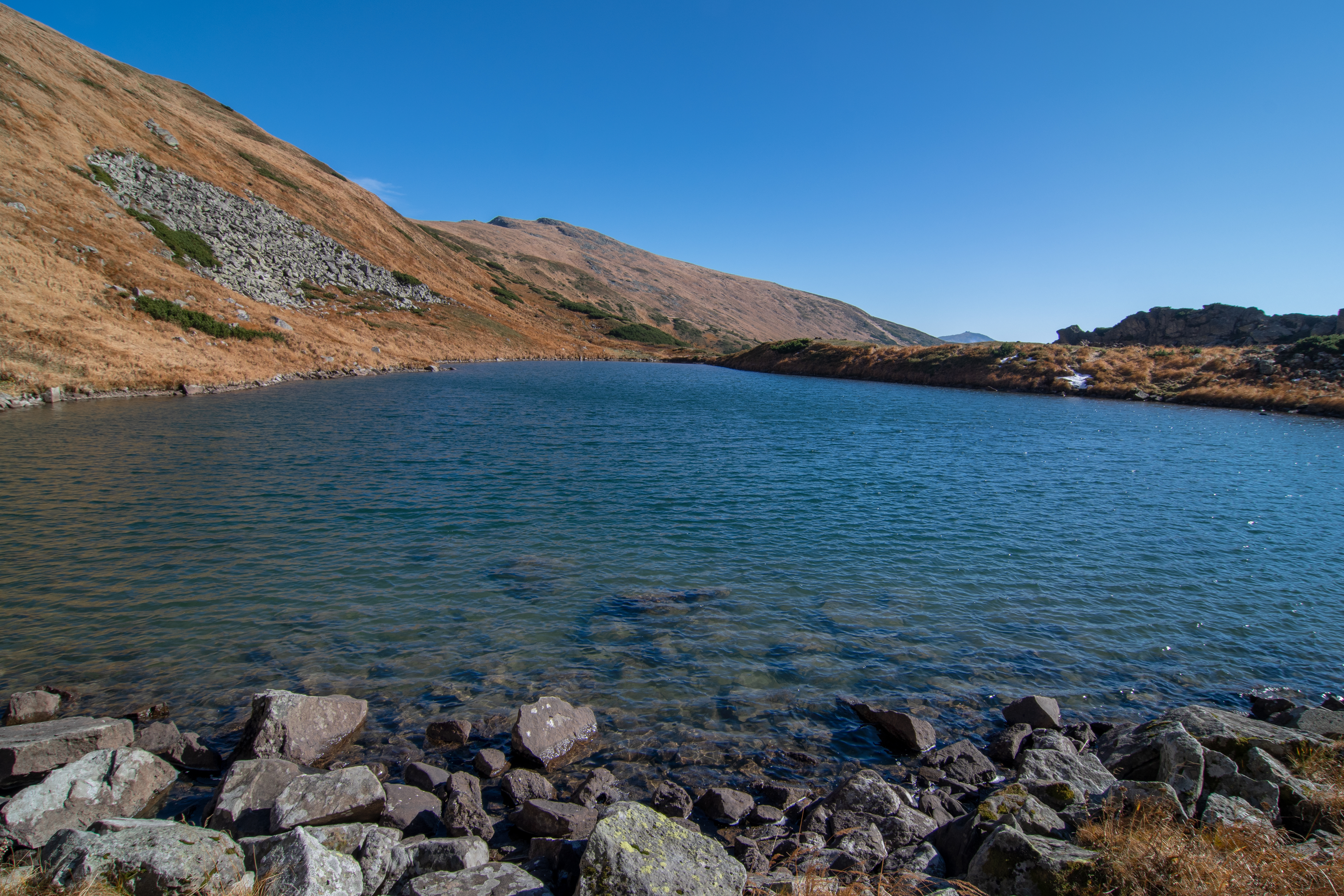
Вид на озеро з північної сторони
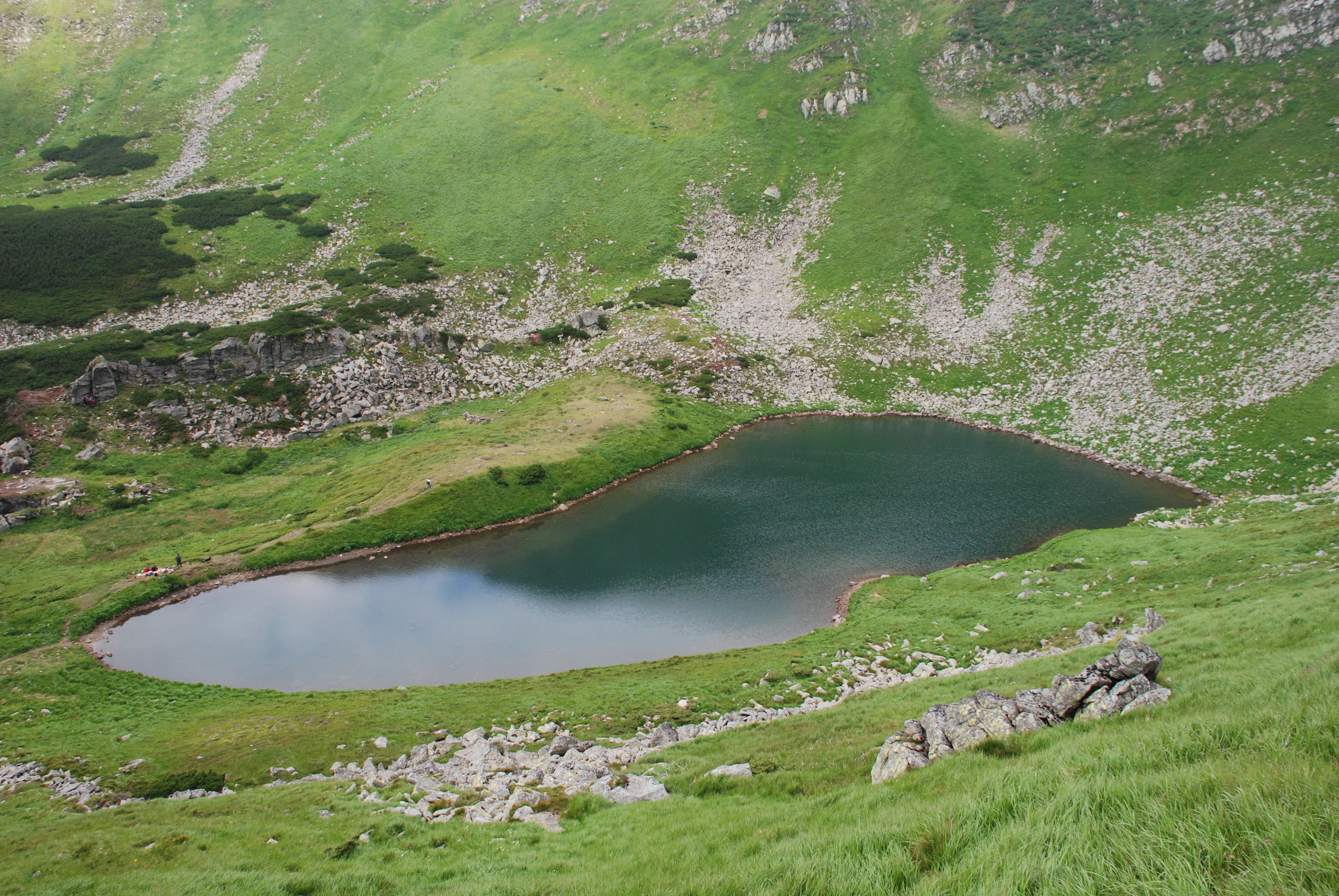
Вид на озеро зі східної сторони
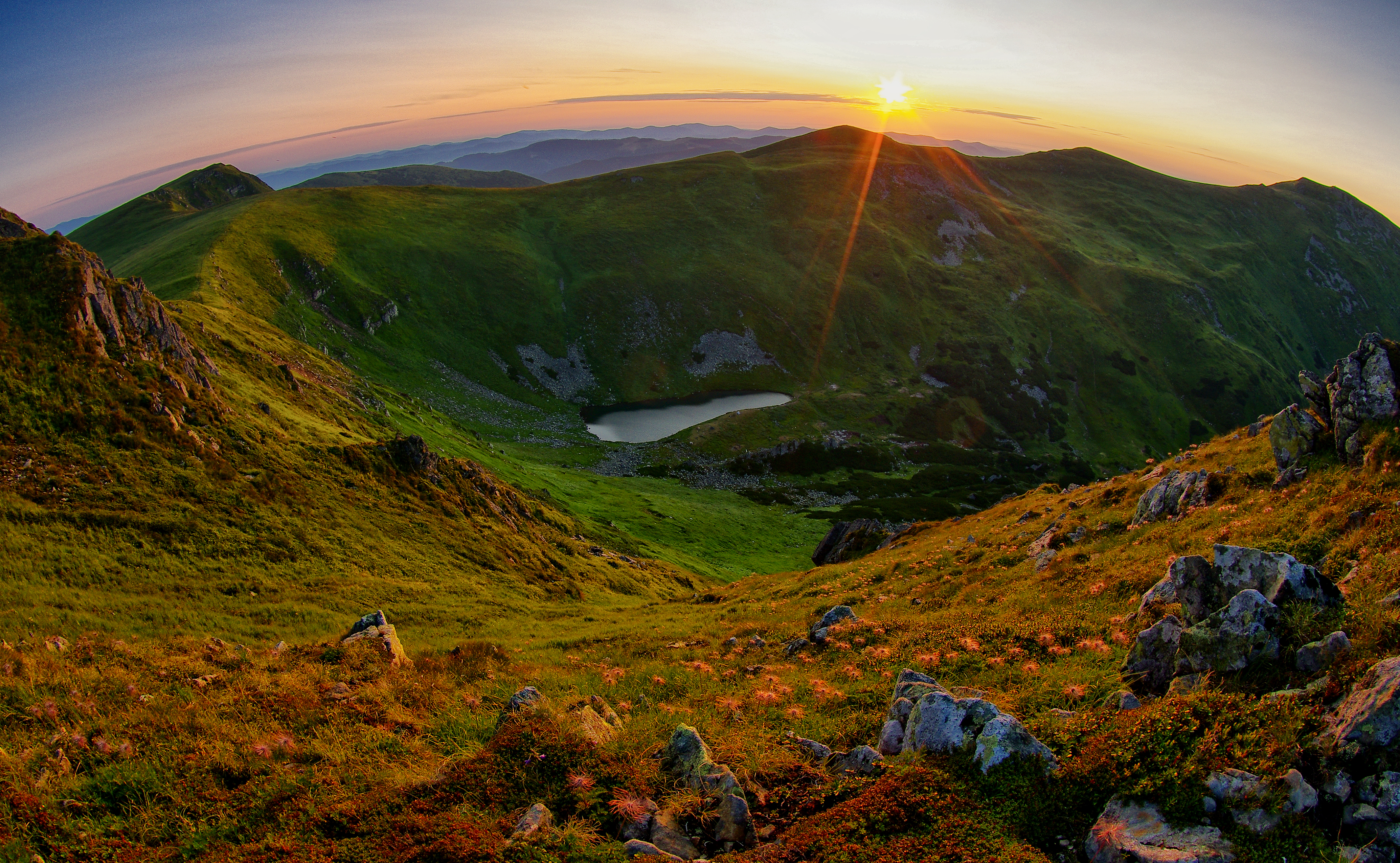
Вид на озеро з гори Ґутин-Томнатик
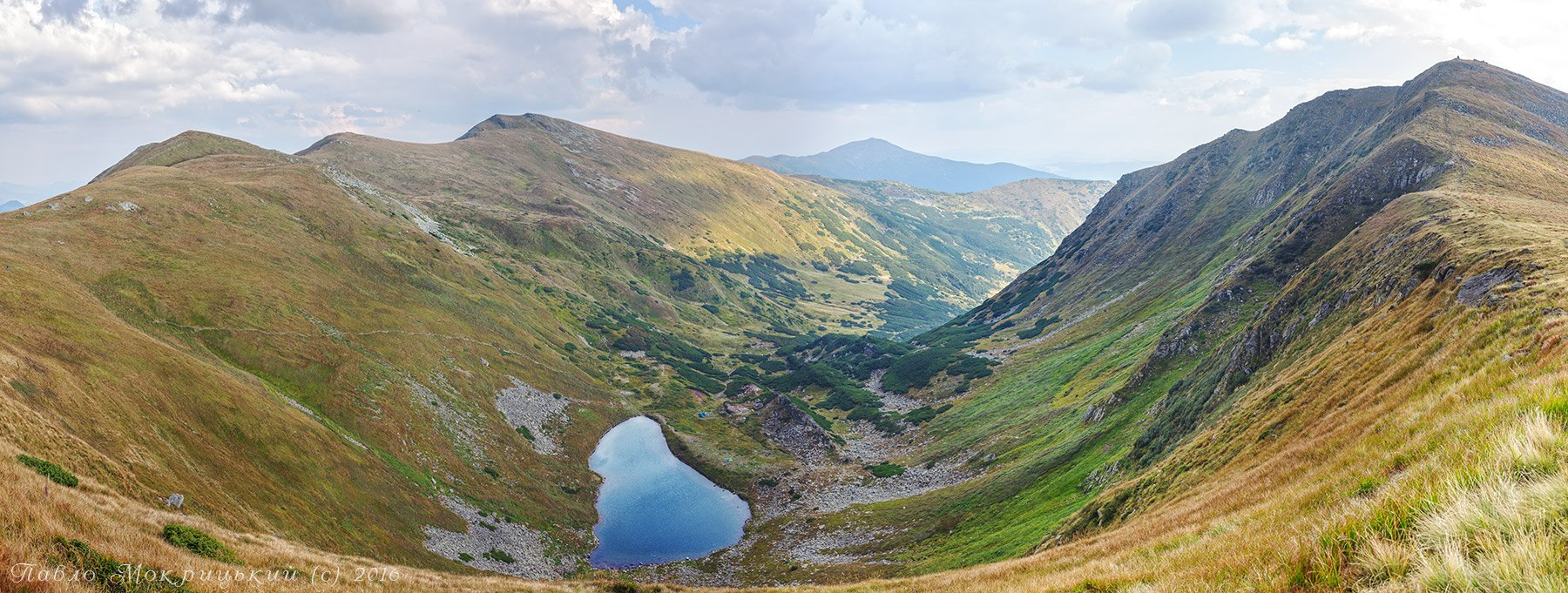
Бребенескул та навколишні гори